# Andriantsimitoviaminiandriana Andriandrazaka
Andriantsimitoviaminiandriana Andriandrazaka (également Andriantsimitoviaminandriandrazaka) est un roi d'Avaradrano, dans les hauts plateaux du centre de Madagascar, qui a régné de 1710 à 1730. Il devient également roi d'Ambohidrabiby après avoir battu son frère, Andrianavalonimerina.

## Biographie
Andriantsimitoviaminiandriana Andriandrazaka est un fils d'Andriamasinavalona, souverain de l'ancien royaume d'Imerina, et de son épouse Ratompoindraoandriana. Au cours de sa vie, Andriantsimitoviaminiandriana a adopté Rakotomavo, qui lui a succédé sous le nom d'Andriambelomasina. 
Enfant, Andriantsimitoviaminiandriana a été envoyé dans un village que son père appelait Ambohimanga. Jeune homme, son père lui accorda la région d'Avaradrano entourant le village et, pendant que son père vivait encore, il dirigea les affaires de l'État à Avaradrano sans prendre le titre de roi. Il a déclaré Ambohimanga capitale de la région, en construisant de nombreuses structures sur le site et en ajoutant son premier ensemble de murs de défense, de fossés et de portes. L'importance historique et culturelle du site a été reconnue en 2001 lorsque l'UNESCo l'a déclaré site du patrimoine mondial, le seul site culturel de Madagascar. Il est devenu un roi indépendant à la mort de son père et à la partition du royaume d'Imerina qui en a résulté en 1710, il a reçu Avaradrano, le territoire le plus vaste et le plus oriental. Il meurt vers 1730 et est enterré à Ambohimanga. 
Jeune homme, il épouse Rampanambonitany. L'histoire orale fournit deux récits contradictoires de leur mariage. Selon une version, le couple n'aurait pas d'enfants, amenant le roi à adopter les huit filles et les cinq fils de sa sœur Rangorinimerina. Dans une autre version, au moins certains des cinq fils et des huit filles sont issus du mariage du roi et son fils, Rakotomavo, a été adopté d'une femme appelée Rangorimanana. Les quatre fils restants ont été nommés Andriantoarana, Andriamohara, Ratsimanjaka et Andriampalimana. Les noms de seulement trois de ses huit filles sont conservés dans les histoires orales : Randriamizaza, Rahisatra et Rahira.

## Adoption de Rakotomavo

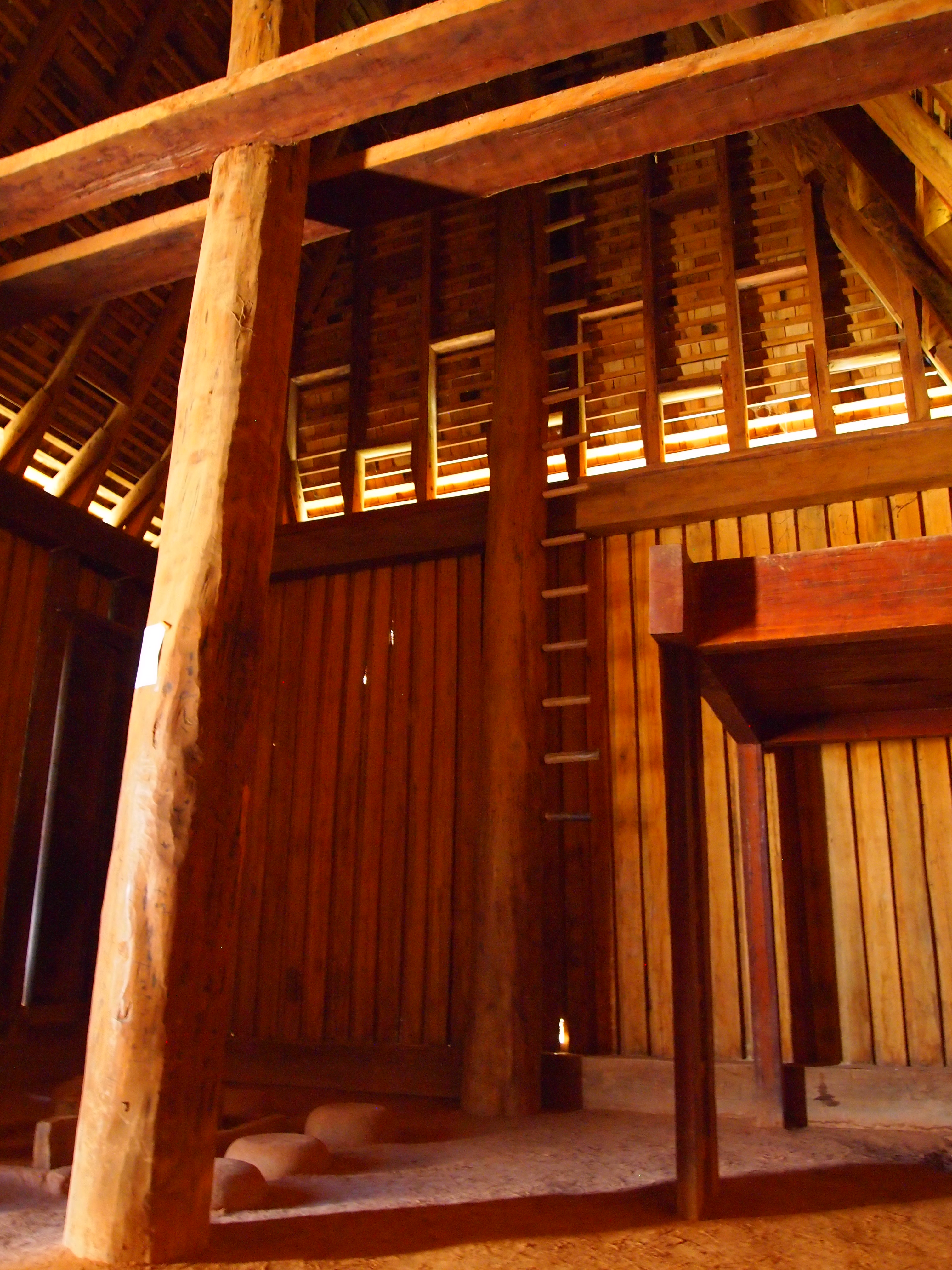
Le roi choisit d'adopter Rakotomavo car il se tenait plus près du pilier central de la maison (andry), symbole de force.

Deux récits existent concernant l'adoption de Rakotomavo, qu'Andriantsimitoviaminiandriana a désigné pour régner après lui sous le nom de roi Andriambelomasina. Selon la première version, Rakotomavo et Mandriamohara étaient des fils de Rangorimanana. Andriantsimitoviaminiandriana a envoyé des messagers à Ranorimanana pour lui amener les garçons avec comme instruction de noter quel enfant se tenait plus près du pilier central (andry, symbole de la force) de la maison de leur mère. Quand les garçons sont entrés dans la maison, Rakotomavo s'est approché du pilier. Les parents des enfants ont refusé d'autoriser les messagers à emmener les enfants, alors le roi a renvoyé les messagers avec du riz, du lait, du miel et d'autres biens et a réussi à attirer les garçons. 
Dans une autre version de l'histoire, le roi adopta tous les enfants de sa sœur Rangorimanana. Il a ensuite mis au point un test pour déterminer lequel lui succéderait. Il a demandé à ses messagers d'apporter aux enfants un colis comprenant des citrons, de la viande, du miel, du riz, du lait et un roseau, et de noter quel enfant avait pris le roseau et s'était tenu près du pilier central de la maison ; cet enfant fut Rakotomavo. 
Andriantsimitoviaminiandriana a choisi Rakotomavo pour lui succéder et a confié à l'enfant le rôle de gardien de son troupeau sacré de zébu. Des membres du puissant clan Tsimahafotsy d'Ambohimanga ont déclaré que son nom sur le trône serait Andriambelomasina.

## Règne
Andriantsimitoviaminiandriana devint un roi indépendant à la mort de son père en 1710. Lors de la partition du royaume d’Imerina, il reçut le quadrant est d'Avaradrano, le plus étendu. Il a établi sa capitale au village d'Ambohimanga ; l'UNESCo a reconnu l'importance culturelle et historique de ce site en 2001, lorsqu'il a été déclaré premier site culturel du patrimoine mondial à Madagascar. Tout au long de son règne en tant que roi d'Avaradrano (1710-1730), Andriantsimitoviaminiandriana s'est battu pour renforcer l'autorité de sa gouvernance à Ambohimanga et inciter les habitants à s'établir dans les villages environnants tout en luttant contre ses frères. 

### Expansion et gestion de territoire
L'expansion du royaume d'Andriantsimitoviaminiandriana a commencé avec la prise du territoire de son frère Andrianavalonimerina, qu'il dirigeait depuis Ambohitrabiby. Le roi laissa croire à son frère qu'ils étaient amicaux et qu'ils devraient travailler ensemble pour se soutenir mutuellement. Lorsque le roi lança une attaque surprise sur Ambohitrabiby, son frère n'était par conséquent pas prêt à détourner l'offensive et Andriantsimitoviaminiandriana prit avec succès le contrôle du territoire qu'il incorpora au sien. 
Andriantsimitoviaminiandriana a donné le fief à quatre de ses fils. Son fils Andriantoarana reçut Alasora et vécut là-bas avec son frère Andriamohara, à qui il ne confia pas de fief à gouverner. Il donna à Ratsimanjaka le fief d'Anosiarivo et désigna Andriampalimana pour régner à Tsirangaina. Andriantsimitoviaminiandriana a donné à son fils adoptif, Rakotomavo, la capitale d'Ambohimanga, pour régner après sa mort ; Rakotomavo a succédé à Andriantsimitoviaminiandriana sous le nom de roi Andriambelomasina. 

### Fortification d'Ambohimanga

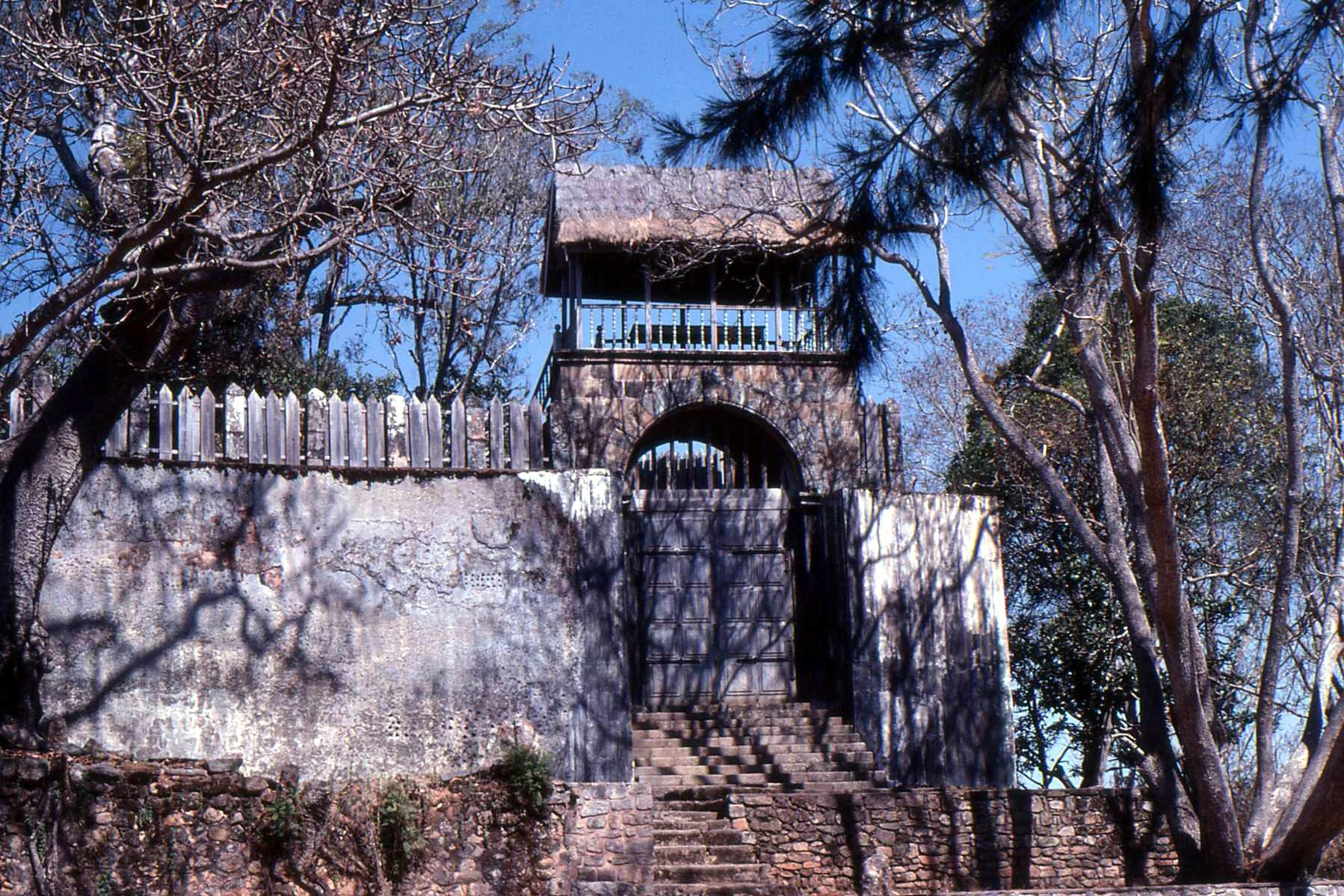
Andriantsimitoviaminiandriana a étendu Ambohimanga et renforcé ses défenses.

Andriantsimitoviaminiandriana a été le premier à établir systématiquement un réseau de défenses autour de la résidence royale au sommet de la colline d'Ambohimanga. Il a construit les murs de défense du site et sa première série de sept portes.Il a également entrepris trois extensions du lieu, à commencer par celle de Bevato, qu'il a entourée de tranchées, et par la création d'une porte sud appelée Ambavahadlike. Cette expansion a été suivie par la construction de tranchées bordant un deuxième espace contigu au nord-est avec trois points d'accès. Il les a nommés Ambavahadlike, Ampanidinamporona et Ambavahaditsiombiomby, cette dernière étant une porte naturelle formée de deux rochers. Andriantsimitoviaminiandriana s'est ensuite étendu vers l'ouest pour offrir une série de défenses naturelles, consistant notamment en des falaises caillouteuses et des pentes abruptes boisées qui évitaient de devoir creuser des tranchées défensives ; il a  construit plusieurs portes supplémentaires qu'il a nommées Ambavahadimahazaza, Andranomboahangy et Ambavahadiantandranomasina. En outre, le roi a sanctifié un certain nombre de pierres sur le site. Une pierre qu'il a nommée Fidasiana est devenue le site où devaient se tenir tous les futurs souverains lors de leur cérémonie d'intronisation. Il a posé cette pierre à Ambohimanga avec Andriamborona, le premier occupant permanent de la colline, en l'honneur d'Andriamborona qui souhaitait quitter la colline pour la création de la capitale d'Andriantsimitoviaminiandriana. Le roi a enterré des perles blanches et rouges et un piastre sous la pierre, y a sacrifié un zébu et a déclaré qu'il assurerait ensuite la protection et la sainteté d'Ambohimanga. Il a également attribué deux autres pierres à Manganihany et à Antsahamasina lors de la cérémonie de la circoncision royale.. 

### Décrets
Ce roi a établi un certain nombre de traditions durables en Imerina. Andriantsimitoviaminiandriana a promulgué une loi infligeant une amende au propriétaire d'une maison dont l'incendie a détruit les propriétés voisines. Il a également établi la règle selon laquelle tous les citoyens d'Ambohimanga ou d'Antananarivo devraient passer pour offrir un hasina au souverain et lui souhaiter une longue vie si un incendie se déclarait dans leur ville, et que les citoyens devaient également féliciter les propriétaires de maisons épargnée par la destruction si un incendie s'était produit à proximité. Il a désigné des zones spécifiques où l'eau pourrait être utilisée pour les cérémonies royales de circoncision. Andriantsimitoviaminiandriana a également créé trois manières formelles de prononcer un serment contraignant et sacré ; il s'agit notamment du mively rano (frapper la surface d'un plan d'eau avec un bâton), du milefon'omby (frapper un veau avec une lance) et du misotro vokaka (boire de l'eau   mélangée à de la cendre extraite de la tombe d'un roi). Après avoir capturé Ambohitrabiby, il a obligé tous les andriana (nobles) et d'autres personnalités influentes de la communauté à formaliser leur allégeance en faisant l'un de ces serments.

## Mort
Andriantsimitoviaminiandriana est mort vers 1730 à Ambohimanga. Son successeur, le roi Andriambelomasina, l'a enseveli dans l'enceinte de Mahandrihno située dans le rova d'Ambohimanga.